# Ophisternon aenigmaticum
Ophisternon aenigmaticum är en fiskart som beskrevs av Rosen och Greenwood, 1976. Ophisternon aenigmaticum ingår i släktet Ophisternon och familjen Synbranchidae. Inga underarter finns listade i Catalogue of Life.